# Dwór w Rudnikach
Dwór w Rudnikach – pochodzący z przełomu XVIII i XIX wieku  budynek dworski, znajdujący się w Rudnikach (powiat zawierciański). Obecnie w stanie ruiny.

## Historia i architektura
Dwór był własnością rodziny Taszyckich herbu Strzemię i nosił nazwę "Wysoka Pilecka". Nazwa te jest związana z osobą Gabriela Taszyckiego (ok. 1755–1804) – generała majora ziemiańskiego oraz szambelana Stanisława Augusta Poniatowskiego. W 1817 roku jego syn Michał Taszycki (1786-1832) - generał województwa krakowskiego, prezes sądu wojskowego z okresu Księstwa Warszawskiego oraz prezes izby wojskowej lelowsko-siewierskiej, ufundował przy nim szkołę elementarną, na rzecz której uczynił zapis 400 złotych rocznie pensji dla nauczyciela, 10 sągów drewna na opał oraz oddał morgę gruntu pod ogród. Szkoła ta funkcjonowała do 1940 roku (obecnie mieszczący ją budynek nie istnieje).

Kolejnymi właścicielami drób rudnickich byli: dziedzic Jaszewski (1851), Aleksander Trzciński (1856) oraz Adam Jabłoński (1862). Natomiast ok. 1882 roku dwór wraz z Rudnikami najprawdopodobniej był własnością rodziny Hohenlohe.
Po II wojnie światowej w zabudowaniach dworu mieścił się  Państwowy Ośrodek Maszynowy. Obecnie jest własnością gminy Włodowice.
Budynek dworu zbudowany został w stylu klasycystycznym. Jest on murowany, parterowy, z czterokolumnowym portykiem, zwieńczonym trójkątnym tympanonem. od frontu. Dobudowane do niego piętrowe przybudówki ozdobione w zwieńczeniu gzymsem z arkaturą pochodzą z późniejszego okresu. Wokół znajdują się pozostałości ogrodu dworskiego.